# Limnephilus harrimani
Limnephilus harrimani là một loài Trichoptera trong họ Limnephilidae. Chúng phân bố ở miền Tân bắc.